# Offa (Nigeria)
Offa es una localidad del estado de Kwara, en Nigeria, con una población estimada en marzo de 2016 de 120 100 habitantes.
Se encuentra ubicada al oeste del estado, cerca de la orilla del río Níger y de la frontera con Benín.